# 태화강 국가정원
태화강 국가정원은 울산광역시 중구에 위치한 국가정원이다. 태화강 일부 구역 근처에 만들어 졌으며 생태정원, 대나무정원, 계절정원 등과 같은 시설이 있다.

## 정원·시설
태화강 국가정원에는 다음과 같은 정원 및 시설이 있다.

### 생태정원
생태정원에는 철새들의 서식지인 조류생태원과 단풍 등과 같은 수목이 있는 은행나무정원, 맥문동과 소나무가 있는 보라정원, 멸종위기 나비 관찰·체험정원인 나비생태원 및 느티나무가 있는 숲속정원이 있다.

### 대나무정원

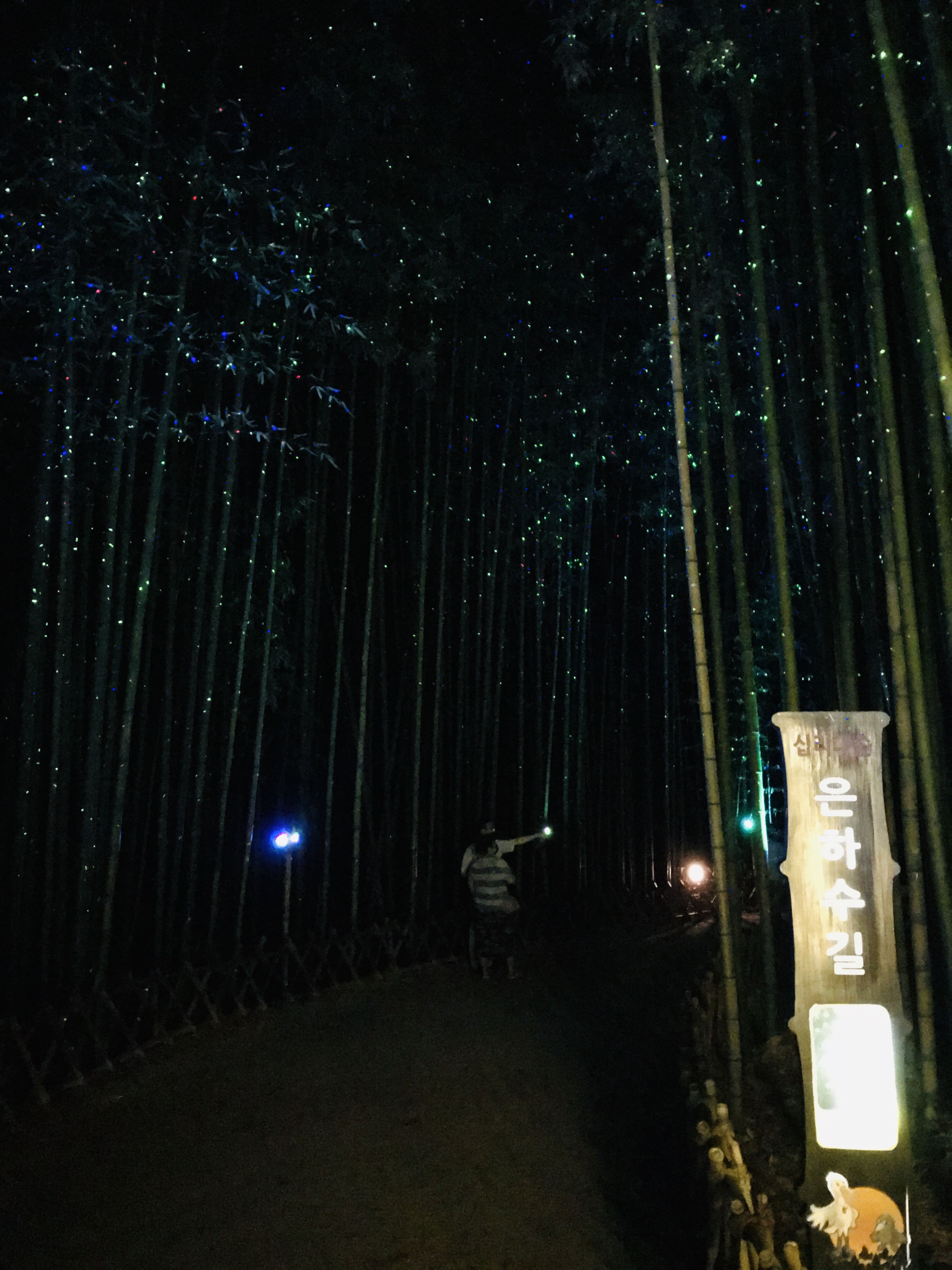
대나무정원 은하수길의 모습

대나무정원에는 대한민국 최대 규모의 대나무 숲 정원인 십리대숲, 대나무 63종이 전시되어 있는 대나무생태원, LED 조명이 대나무를 비추어 은하수처럼 보이는 야간정원인 은하수길과 대나무를 테마로 한 조형물이 배치된 정원인 대나무 테마정원이 있다.

### 계절정원
계절정원에는 정원 내에 자생 중인 야생화들이 있는 초화원, 국내 최대 규모의 작약이 있는 작약원, 라벤더의 향기를 주제로한 향기정원 및 가을에 국화가 펼쳐진 국화정원이 있다.

### 수생정원
수생정원에는 국가정원 내 생태습지를 활용한 수생식물정원인 수생정원이 있다.

### 참여정원
참여정원의 작가정원, 시민정원, 학생정원은 2018 태화강 정원박람회에서 선정된 작품을 기반으로 하는 정원인데 작가정원은 국내외 초빙작가 및 공모를 통하여 선정된 정원작품을 전시한 테마정원이고 시민정원은 디자인 공모를 통하여 선정된 정원작품을 시민들이 직접 조성한 테마정원이며 학생정원은 디자인 공모를 통하여 선정된 정원작품을 학생들이 직접 조성한 테마정원이다. 그리고 나룻배를 복원하여 체험할 수 있는 남산나루 등이 있다.

### 무궁화정원
무궁화정원에는 무궁화를 통해 대한민국 민족성을 표현한 주제정원인 무궁화정원이 있다.

### 기타녹지
기타녹지로는 울산광역시의 중구와 남구를 잇는 십리대밭교와 조선시대 영남을 대표하는 3대 누각으로 불렸던 태화루를 복원한 태화루 등이 있다.

## 같이 보기
- 태화강
- 태화강 십리대숲
- 울산광역시